# へのへのもへじ

へのへのもへじの例

へのへのもへじ

へのへのもへじ は、「へ・の・へ・の・も・へ・じ」の7つのひらがなのみを使い人の顔を模した図柄を描く文字遊び（文字絵）である。「へへののもへじ」、「へのへの茂平次」（へのへのもへいじ）とも言う。

## 概要
最初と2番目の「へ」が両の眉を、2つの「の」が両目を、「も」が鼻を、3番目の「へ」が口を、「じ」が顔の輪郭をそれぞれ表している。
典型的なかかしの顔としてよく使われる。また黒板やノートなどの落書きにも使われ漫画、とくにギャグ漫画においては、登場人物の顔が一時的にへのへのもへじになるなどの表現も使われる。
同様の文字の組み合わせとして「へのへのもへの」、「へめへめくつじ」、「へめへめしこじ」、「しめしめうひひ」、「へねへねしこし」「しにしにしにん」（1, 2のしは横に、んはケツあご風に）などがある。
また、「つるニハ○○ムし」（つるにはまるまるむし）というものもあり、「つ」がハゲ頭、「る」が耳、「ニ」が額のしわ、「ハ」が両眉毛、「○○」が両目、「ム」が鼻、「し」が顔の輪郭をそれぞれ表し（口はない）、全体で老人の顔になる。また「二」を「三」に変えて「つる三は○○むし」とも。

## 歴史
正確な起源は定かではない。しかし江戸時代の初期には見受けられないが、中期以降には常識化したごとく流布していることから発祥起源はこれ以前の京都、大阪などの上方だと推測されている。
元々は「へのへのもへの」のようなものであり「へのへのもへまる」や「へのへのもへまろ」などが派生し関東の方へと伝播した。
歌川広重の新法狂字図句画には侍の顔が「へへののもへいじ」になっておりその原型が確認できる。

## へのへのもへじに関連した作品

### 書籍
- お笑い芸人ヤポンスキーのへのへのもへじ絵（ヤポンスキー、2008年、河出書房新社）
- へのへのもへじのおともだち（作：宮下すずか、絵：市居みか、2020年、くもん出版）

### 楽曲
- へのへのもへじ（作詞：谷川俊太郎、作曲：いずみたく。1961年にNHK『みんなのうた』で放送[3]）
- へのへのもへじ（作詞：萩原富三男、作曲：羽田尚平。1976年にNHK『みんなのうた』で放送[4]）
- へのへのもへじやーい（作詞：鶴見正夫、作曲：大中恩。NHK『うたのえほん』(『おかあさんといっしょ』)で放送）
- 窓ガラスのへのへのもへじ（さそり座、1985年、ポリドール。シングル）
- スクープ! へのへのもへじの家族一挙公開!（嘉門達夫、1998年、ダイプロ・エックス。アルバム『笑う女』収録）
- へのへのもへじ（小田純平、2015年、エイフォース・エンタテイメント。シングル「東京迷い猫」収録）

## 関連項目

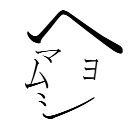
ヘマムシヨ入道